# Syzygium pellucidum
Syzygium pellucidum är en myrtenväxtart som först beskrevs av John Firminger Duthie, och fick sitt nu gällande namn av Nambiyath Puthansurayil Balakrishnan. Syzygium pellucidum ingår i släktet Syzygium och familjen myrtenväxter.
Artens utbredningsområde är Burma. Inga underarter finns listade i Catalogue of Life.